# Sabaudia (botânica)
Sabaudia  é um gênero botânico da família Lamiaceae

## Espécies
- Sabaudia atriplicifolia
- Sabaudia erythraeae
- Sabaudia helenae